# 维特里勒弗朗索瓦区
维特里勒弗朗索瓦区（法語：arrondissement de Vitry-le-François）是法国大東部大區马恩省的一个区。该区在2017年4月马恩省的区重组之后有110个市镇。